# Sechium
Чайо́т  (лат. Sechium) — вьющиеся травянистые растения, род семейства Тыквенные (Cucurbitaceae).
Однодомные лианы. Листья черешковые, простые, угловатые или лопастные. Тычиночные цветки белые сидят в пазухах, собраны в рыхлые кисти. Женские цветки одиночные или парами, размещаются в пазухах около мужских цветков. Плоды зелёные, яйцевидные, мясистые, бороздчатые или гладкие с одним крупным семенем линзовидной формы.
Представители рода естественным образом произрастают на территории Мексики и в Центральной Америке, один вид интродуцирован в Китае.

## Таксономия
Sechium (Jacq.) P.Browne The Civil and Natural History of Jamaica in Three Parts 355. 1756. nom. cons.

### Синонимы
- Ahzolia Standl. & Steyerm.
- Chayota Jacq.
- Chocho Adans.
- Polakowskia Pittier

### Виды
- Sechium chinantlense Lira & F.Chiang
- Sechium compositum (Donn. Sm.) C.Jeffrey
- Sechium edule (Jacq.) Sw. — мексиканский огурец[1]
- Sechium hintonii (Paul G. Wilson) C.Jeffrey
- Sechium mexicanum Lira & M. Nee
- Sechium panamense (Wunderlin) Lira & F.Chiang
- Sechium pittieri (Cogn.) C.Jeffrey
- Sechium tacaco (Pittier) C.Jeffrey
- Sechium talamancensis (Wunderlin) C.Jeffrey
- Sechium venosum (L.D.Gómez) Lira & F.Chiang
- Sechium villosum (Wunderlin) C.Jeffrey